# (624) Héctor
(624) Héctor es un asteroide perteneciente a los asteroides troyanos de Júpiter descubierto el 10 de febrero de 1907 por August Kopff desde el observatorio de Heidelberg-Königstuhl, Alemania.
Está nombrado por Héctor, héroe troyano de la Ilíada, muerto por Aquiles por haber asesinado a Patroclo.

## Características físicas
Héctor es proporcionalmente uno de los cuerpos más alargados del Sistema Solar. Se cree que podría tratarse de dos asteroides en contacto. El 17 de julio de 2006, observaciones realizadas en el observatorio Keck mostraron que Héctor tiene forma bilobular.

## Satélite
Durante las mismas observaciones, se descubrió un satélite de unos 12 km de diámetro que recibe el nombre provisional de S/2006 (624) 1. El semieje mayor es de 957 km y tarda 2,965 días en completar una órbita.